# Demografia Rzeczypospolitej przedrozbiorowej
Demografia Rzeczypospolitej przedrozbiorowej – książka autorstwa historyka Cezarego Kuklo i pierwsza praca serii nowej Nauk Pomocniczych Historii (pod redakcją Andrzeja Rachuby i Sławomira Górzyńskiego), poświęcona demografii historycznej Rzeczypospolitej przed upadkiem jej państwowości.

## Odbiór i krytyka
Książka jest traktowana jako nowoczesny podręcznik demografii historycznej. Podkreśla się jego erudycyjny charakter. To skutek doskonałego przygotowania do opracowania zagadnień demograficznych w przeszłości autora omawianej pracy.
Krytyka względem podręcznika koncentruje się wokół sposobu wykorzystania przez Kuklę metod statystycznych bądź stosowania archaicznego języka (np. nazwa rozdziału 4: Stosunki ludnościowe), co nie umniejsza ogólnej wartości opracowania.

## Tematyka pracy według rozdziałów[3]
1. Demografia historyczna – od nauki pomocniczej historii do samodzielności
W rozdziale tym autor przedstawił, czym jest demografia historyczna, jej początki jako dyscypliny naukowej, również rozwój w Polsce, zwłaszcza po II wojnie światowej.
2. Źródła do badań szacunków stanu zaludnienia i ruchu naturalnego ludności do końca XVIII wieku
W tej części zostały omówione źródła do badań z zakresu demografii historycznej (skarbowe, kościelna rejestracja metrykalna, spisy w XVIII wieku).
3. Metody badań stanu i ruchu naturalnego ludności
Trzeci rozdział poświęcono metodom badań, z zastosowaniem m.in. metod agregatywnych, rekonstrukcji rodzin i projekcji odwróconej.
4. Stosunki ludnościowe
Ten fragment książki dotyczy gęstości zaludnienia, struktur demograficznych i różnych podziałów wewnętrznych ludności oraz jej ruchu naturalnego.
5. Małżeństwa
Ta część opracowania została poświęcona obszernej charakterystyce małżeństw, z uwzględnieniem m.in. wieku i stanu cywilnego nowożeńców oraz czynników wpływających na decyzje o ślubie.
6. Urodzenia
W rozdziale tym autor przedstawił urodzenia, ale również problematykę umieralności okołoporodowej kobiet oraz rolę i znaczenie chrztu.
7. Rodzina
Jest to najobszerniejszy fragment książki, w którym omówiono zagadnienia płodności małżeńskiej, struktur rodzinnych, relacji wewnątrzrodzinnych oraz dzieci nieślubnych.
8. Zgony
W ostatnim rozdziale autor przeanalizował przyczyny i sezonowość zgonów oraz problematykę przeciętnego trwania ludzkiego życia.